# 京运高速动车组列车
京运高速动车组列车是中国铁路运行于首都北京市至山西省运城市间的高速动车组列车，现每天开行2对列车，其中G623/626次由北京局集团石家庄客运段担当，G622/627次列车均由太原局集团太原客运段担当。列车在北京丰台站与运城北站之间运行862公里，最短运行时间为5小时11分钟。

## 历史
2018年4月10日，原北京西~运城北D2001/2006次列车等级调整为高速动车组列车，车次调整为G627/628次。
2022年6月20日，配合北京丰台站启用，北京丰台~运城北间每天开行2.5对列车，分别为G623/626次、G627/622次、G629次。同时，太原局集团担当的D2003/4次列车停运。

## 使用列车
G623/626次列车使用配属北京局集团石家庄动车运用所的CRH380AL；G627/622次列车使用配属太原局集团太原动车运用所的CRH380A，重联运行。